# Ліберальна протестантська теологія
Ліберальна теологія (англ. Liberal theology) або ліберальна протестантська теологія (нім. Liberale protestantische Theologie) —  напрям богословської думки в протестантизмі, що виник наприкінці XVIII — початку XIX ст. та користувався великою популярністю в др. половині XIX ст. і до кінця Першої світової війни. Була заснована на працях німецького філософа і теолога Фрідріха Шляєрмахера. У момент свого зародження ліберальна теологія прагнула змінити християнство, зробити його більш сучасним, відповідним рівню науки і здатним стати інструментом для вирішення «земних» моральних і політичних питань. Предтеча ліберальної теології зазнала впливу ідей Просвітництва, а також німецьких ідеалістів Іммануїла Канта та Георга Гегеля.  
Особливу увагу при цьому приділялося доказам розумності та суспільної корисності вчення Христа, а також віру в те, що люди здатні подолати свою гріховність своїми ж силами. Також, ліберали погодилися і прийняли раціоналістичну критику Біблії і догматичних традицій, заперечували супранатуралізм в Біблії і вважали, що особиста віра людини більш первинна за догматику. Християнство, при цьому, зводилося до етичних категорій та особистого емоційного відчуття Бога. 

## Представники

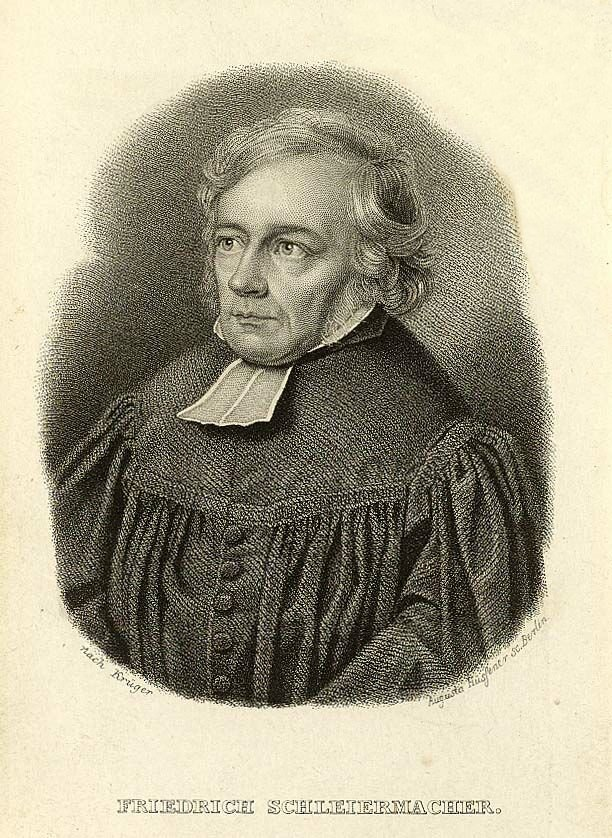
Фрідріх Шляєрмахер сформулював основні положення ліберальної теології.

Окрім Шлаєрмахера, представниками напрямку були: Альбрехт Рітчль, Ернст Трьольч та Адольф фон Гарнак.

## Історія
Протягом історії християнства зміни у суспільному житті зобов'язували християнських апологетів давати актуальні і засновані на біблійному тексті відповіді на сучасні питання з боку секулярного світу, зберігаючи консервативним власне богослов'я. Ця позиція залишалася незмінною до кінця XVIII – початку XIX століття, коли виникло явище теологічного модернізму, що розглядається більшістю дослідників прикладом секуляризації і пристосувальної діяльності християнської церкви. У християнському богослов'ї відбувається виразний поворот від старих релігійних концепцій до нових, у яких ключове значення стала грати етика. Християнство перестає розглядатися як релігійне вчення і починає вважатися морально-етичним.
Подібні зміни виникли в середовищі німецьких лютеран, деякі з яких запропонували переглянути традиційні християнські богословські погляди і воліли розглядати Біблію як спотворені розповіді про природні історичні події, а християнське богослов'я — як звичайну придуману людьми теорію. Біблійне розуміння Бога при цьому замінювалося ідеєю Творця, що не втручається в справи світу.

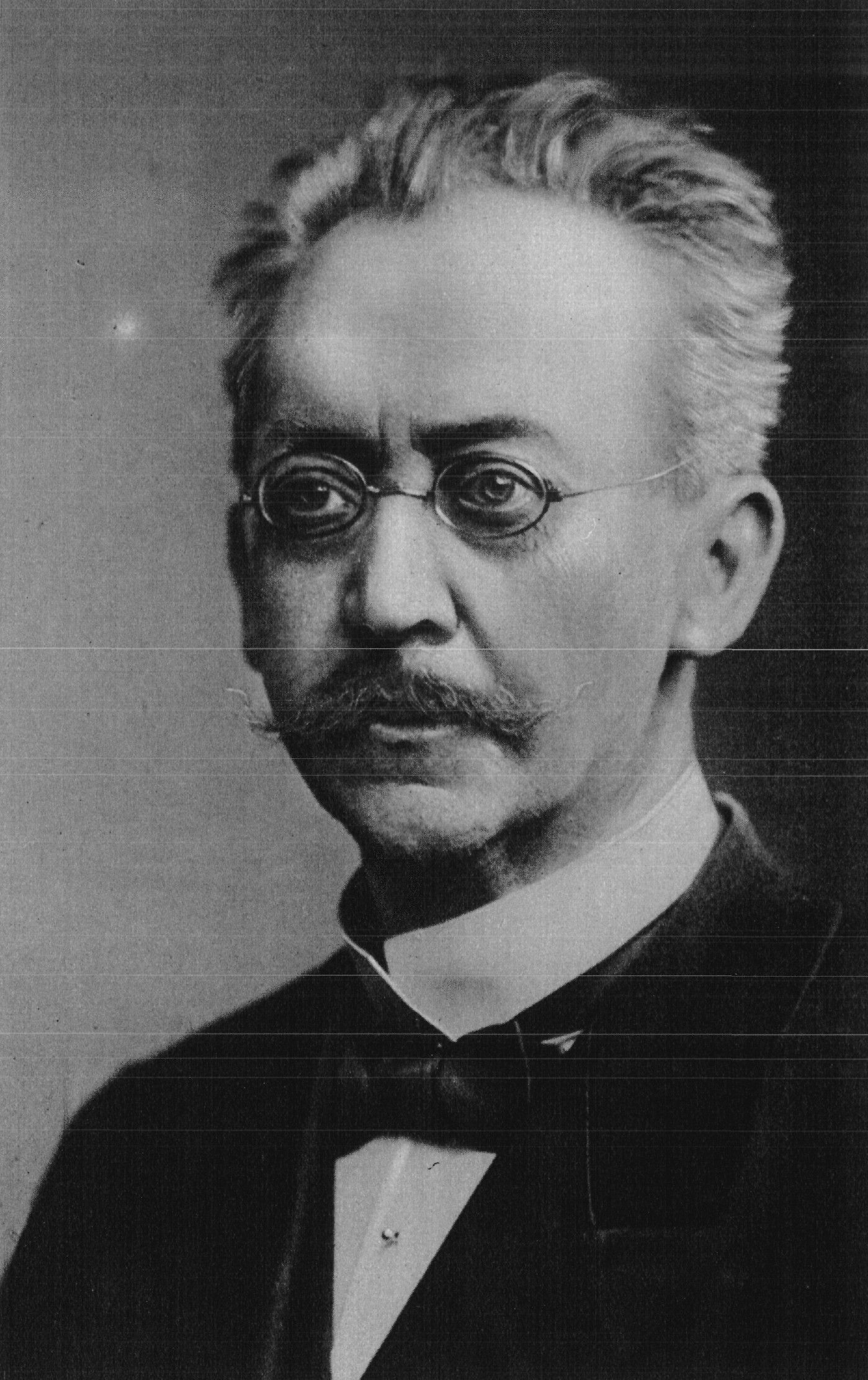
Адольф фон Гарнак — найбільш успішний представник ліберальної теології.

Найбільш значущим для формування ліберальної теології були праці німецького філософа і богослова Шлейєрмахер. Крім цього, значний вплив надали Фердинанд Баур і Тюбінґенська школа. Найбільша популярність даної течії припадає на кінець XIX століття — початок XX століття.
Після Першої світової війни і наступної після неї кризи уявлень про можливості соціального прогресу людини, популярність ліберальної теології значно знизилася, їй на зміну прийшла діалектична теологія.
Із врахуванням ліберального спрямування, дослідники виділяють такі основні історичні етапи розвитку протестантської теології:
1. ортодоксальна теологія XVI— поч. XVIII століття (з періоду Реформації).
2. неопротестантська, або ліберальна теологія XVIII—XIX ст.
3. «теологія кризи», або діалектична теологія, яка з'явилася після I світової війни.
4. радикальна, або «нова» теологія, що розповсюдилася після Другої світової війни (сформувалася в результаті діяльності Дітріха Бонхьоффера)

## Основні положення
Характерні риси богослов'я ліберального протестантизму:
1. Позиція антропоцентризму, в рамках якої першочерговими називаються і розглядаються проблеми людини та її світу, і лише потім — воля Бога. Даний підхід повністю протилежний ортодоксальному протестантизму Лютера і Кальвіна, для яких людина обговорюється виключно в контексті свого ставлення до Бога, перебуваючи при цьому в залежному від Бога стані.
2. Заявлені як базові положення християнства історичний оптимізм і впевненість у здатності людини змінити в кращу сторону самого себе і людські взаємини, суперечили богословському світогляду Лютера і Кальвіна, які зберігали песимізм і фаталізм в своїх поглядах на людську природу і світ в цілому.
3. Спроба зближення богослов'я і світської науки з визнанням за останньою важливої ролі в процесі розвитку суспільства.

Основні позиції ліберальної теології:
1. Богопізнання неможливе. Наблизитися до «вищої реальності» можна лише на рівні людських емоцій і шляхом дотримання моральних доктрин.
2. Виникнення християнства аналогічне до виникнення інших релігій і викликане звичайними історичними та соціальними процесами.
3. Бог не відкривав себе людям.
4. Ісус був ідеалом моральної людини, яка, проте, не закладала віровчальних доктрин.
5. Сучасне богослов'я має вивчати історію виникнення християнства, не беручи до розгляду категорії надприродного.

## Особливості
Наука. Ліберальна теологія приймає біологічну еволюцію, еволюцію людини, мільярдний вік Землі, а також, критику Біблії.
Гомосексуальність. У минулому мейнстрім-протестанти (ортодокси) становили більшість американського протестантизму. Число членів основних протестантських церков США досягло свого піка в 1950-і роки. Однак, починаючи з 1960-х років, їх чисельність скорочується. Більшість священнослужителів основних протестантських церков США, Великобританії, Німеччини, Нідерландів та ін. країн підтримують політику захисту прав сексуальних меншин.